# Collège d'Arras
Le collège d'Arras est un collège de l'ancienne université de Paris.

## Histoire
Il fut fondé avant 1332 par Nicolas le Canderlier, abbé de Saint-Vaast, pour des écoliers pauvres du diocèse d'Arras. Le collège accueillit quatre, puis huit boursiers. Le collège possédait des revenus des bois de la grande île d'Asnières, un petit fief en province et quelques prés à Clichy-la-Garenne.
À partir de 1580, l'abbaye Saint-Vaast finance aussi un collège à l'université de Douai. Le collège d'Arras à Paris se trouve impliqué dans une querelle financière avec les religieux de Saint-Vaast. Il subit ensuite les domaines des guerres de religion. De 1611 à 1642, le collège est à la disposition des prêtres anglais grâce au soutien de Thomas Sackville (troisième fils du comte de Dorset) et de Philippe de Caverel, abbé de Saint-Vaast. Richard Smith (futur  vicaire apostolique d'Angleterre) y enseigne jusqu'en 1625. L'enseignement est surtout tourné vers l'apologétique
La nation de Picardie de l'université de Paris somme les moines de Saint-Vaast de pourvoir aux bourses vacantes. En 1713, le recteur de l'université s'aperçoit de nouveau que les bourses scolastiques servent d'appoint aux bénéfices monastiques ; un arrêt du parlement l'autorise à séquestrer les biens et revenus de la fondation. Un nouvel interrègne classique dure environ quarante années, avant que Letocard soit investi des fonctions de principal.
En 1763, l'administration du collège est réunie à l'administration du collège Louis-le-Grand.
La rue d'Arras lui doit son nom.